# Zugazaea
Zugazaea is een monotypisch geslacht van schimmels uit de orde Helotiales. Het bevat alleen de soort Zugazaea agyrioides.